# Roberto Batata
Roberto Monteiro, comúnmente conocido con el sobrenombre de Roberto Batata (Belo Horizonte, 24 de julio de 1949-Belo Horizonte, 13 de mayo de 1976), fue un futbolista brasileño que jugaba como delantero.

## Biografía
Nacido en Belo Horizonte, capital del estado de Minas Gerais, comenzó su carrera profesional jugando para el América-MG, pero dejó el club en 1969 para unirse al Cruzeiro con el cual ganó el Campeonato Mineiro en 1969, 1972, 1973, 1974 y 1975, y la Copa Libertadores de 1976. Jugó 90 partidos para su club, por el Campeonato Brasileño Serie A, anotando 24 goles, incluidos otros partidos de competición. En total disputó 281 partidos con el Cruzeiro y anotó 110 goles.
De igual manera formó parte de la selección brasileña que participó en la Copa América 1975, llegando a jugar seis partidos y anotando tres goles. Su primer partido se jugó el 31 de julio contra Venezuela y anotó sus dos primeros goles con la selección nacional contra ese mismo país, el 13 de agosto. Su tercer gol lo marcó el 30 de septiembre, contra Perú. Disputó su último partido con la selección nacional el 4 de octubre contra este mismo rival.

### Fallecimiento
Batata murió el 13 de mayo de 1976 en Belo Horizonte, luego de un accidente automovilístico en Rodovia Fernão Dias cuando viajaba a Três Corações para visitar a su esposa "Denize" y su hijo de once meses "Leonardo". El accidente ocurrió un día después de que jugó su último partido con el Cruzeiro, en el que ayudó a su equipo a vencer al Alianza Lima de Perú por 4-0, anotando uno de los goles.